# Rechelle Hawkes
Rechelle Hawkes (Albany, Austràlia, 1967) és una jugadora d'hoquei sobre herba australiana, ja retirada, guanyadora de tres medalles d'or olímpiques.

## Biografia
Va néixer el 30 de maig de 1967 a la ciutat d'Albany, població situada a l'estat d'Austràlia Occidental.

## Carrera esportiva
Va participar, als 21 anys, en els Jocs Olímpics d'Estiu de 1988 celebrats a Seül (Corea del Sud), on va aconseguir guanyar la medalla d'or en la competició femenina d'hoquei sobre gel al vèncer a la final l'equip de Corea del Sud. En els Jocs Olímpics d'Estiu de 1992 celebrats a Barcelona (Catalunya) finalitzà en cinquena posició, aconseguint així un diploma olímpic. En els Jocs Olímpics d'Estiu de 1996 realitzats a Atlanta (Estats Units) aconseguí altra vegada la medalla d'or, un metall que revalidà en els Jocs Olímpics d'Estiu de 2000 realitzats a Sydney (Austràlia), on fou l'encarrega de realitzar el Jurament Olímpic per part dels atletes a la cerimònia d'obertura dels Jocs.
Al llarg de la seva carrera ha guanyat tres medalles en el Campionat del Món d'hoquei sobre herba, entre elles dues medalles d'or; una medalla d'or en els Jocs de la Commonwealth i vuit medalles en el Champions Trophy, cinc d'elles d'or.